# Renaissance Kénitra
Renaissance de Kénitra – marokański klub piłkarski z siedzibą w mieście Kénitra.

## Opis
Klub został założony w 1949 roku. Najlepszym wynikiem w GNF 1 było 11. miejsce w sezonie 1981/1982 i 1983/1984. Klub trzykrotnie dochodził do finału pucharu Maroka – odpowiednio w sezonach 1977/1978, 1981/1982 i 1983/1984. Prezesem klubu jest Mohammed Hifa, zaś trenerem Khalifa Laâbd. Drużyna gra na Stade Municipal De Kénitra. 